# Мухаммад-шах I
Мухаммад-шах I (д/н — 1404)  — 1-й султан Гуджарату у 1403—1404 роках.

## Життєпис
Син Музаффар-хана, маліка (намісника) Гуджарату. При народженні отримав ім'я Татар Хан. Про молоді роки обмаль відомостей. 1390 року призначається візиром при делійському султані Мухаммад-шахі III. Втратив посаду після смерті останнього у 1394 році. Але продовжував брати участь в інтригах та боротьбі за владу між різними членами династії Туґлак.
1396 року спробував захопити Делі, але біля Паніпат зазнав поразки від Ікбал хана Лоді, внаслідок чого відступив до Гуджарату. Брав участь у кампаніях батька проти князів Раджастану, Малави та Гуджарату.
У 1403 році Татар Хан закликав свого батька здійснити похід на Делі, але той відмовився. У відповідь той повалив Музаффар-хана, захопивши владу. Взяв собі титул султана та ім'я Мухаммад-шах. Завдав поразки князівству Раджпіпла. Потім рушив до Делі, але по дорозі був отруєний своїм стрийком Шамс-ханом Дандані в Сінорі на північному березі річки Нармада. Деякі джерела вказують, що Мухаммад-шах I помер природним шляхом через погоду або через пиятику. Влада знову повернулася до Музаффар-хана.